# Hageniella assamica
Hageniella assamica är en bladmossart som beskrevs av Hugh Neville Dixon 1937. Hageniella assamica ingår i släktet Hageniella och familjen Sematophyllaceae. Inga underarter finns listade i Catalogue of Life.